# Crátero
Crátero (grego: Κρατερός); ca. 370 a.C. — 321 a.C., foi um general sob o comando de Alexandre, o Grande, e um dos diádocos. Casou em 323 a.C. com a princesa Amástris, sobrinha de Dario III e no ano seguinte com Fila, filha de Antípatro.
Crátero comandou a ala esquerda da infantaria na Batalha de Isso (333 a.C.) e a retaguarda na Batalha de Hidaspes (326 a.C.).
Crátero foi nomeado regente da Macedónia por Alexandre o Grande em 324 a.C., mas com a morte deste em 323 a.C. e as subsequentes guerras pela sucessão, não chegou a governar esta região.
Faleceu em 321 a.C. numa batalha contra Eumenes de Cardia.

## Bibliográfia
- Thomas Spencer Baynes, The Encyclopaedia Britannica: a dictionary of arts, sciences, and general literature, Volume 2, 1888.